# لو غوردون
لو غوردون (بالإنجليزية: Lou Gordon)‏ هو لاعب كرة قدم أمريكية أمريكي، ولد في 15 يوليو 1908 في شيكاغو في الولايات المتحدة، وتوفي في 4 أبريل 1976.

## وصلات خارجية
- لو غوردون على موقع مرجع كرة القدم المحترفة.كوم (الإنجليزية)